# Cordia cicatricosa
Cordia cicatricosa är en strävbladig växtart som beskrevs av Louis Otho Otto Williams. Cordia cicatricosa ingår i släktet Cordia, och familjen strävbladiga växter. Inga underarter finns listade i Catalogue of Life.